# Warfarin
Warfarin er en vitamin K-antagonist, en antikoagulant der anvendes til forebyggelse af blodpropper. IUPAC-navnet for warfarin er (RS)-4-Hydroxy-3-(3-oxo-1-phenylbutyl)-2H-1-benzo-pyran-2-on.
Warfarin er en hvid, krystallinsk forbindelse, C19H16O4. Det er et stof, der forhindrer, at blod koagulerer. Det har været brugt som rottegift (rodenticid) og til bekæmpelse af andre beslægtede skadedyr. KOMMISSIONENS DIREKTIV 2010/11/EU af 9. februar 2010 tillader fortsat brug af warfarin. Det anvendes også til behandling af blodpropper. Det sker i en hårfin balance med K-vitamin, der har den modsatte virkning (en agonist), idet det fremmer blodets koagulation. Warfarin er et godt eksempel på, at lidt er godt, og for meget kan være dødeligt. Virkningen hos mennesker kan kontrolleres med INR-værdien.
Warfarin blev opdaget ved et tilfælde i 1920'erne. I det sydlige USA fandt man uforklarlige tilfælde af dødt kvæg, hvor dødsårsagen var indre blødninger. Forskere fra Wisconsin Alumni Research Foundation fandt ud af, at der i det nyslåede kløvergræs, der blev anbragt i siloerne, var høje koncentrationer af kumarin (fremkalder græslugten). I varme og fugtige somre var der usædvanligt meget kumarin. Under den høje temperatur, fugt og det høje tryk i siloerne blev kumarin omdannet til et stof, der, når kvæget åd græsset, kunne fortynde blodet så meget, at dyrene døde af indre blødninger. De kaldte stoffet for WARFarin (WARF er en forkortelse for Wisconsin Alumni Research Foundation).

## Stereokemi
Warfarin indeholder en stereocenter og består af to enantiomerer. Dette er en racemate, dvs. en 1: 1 blanding af ( R ) - og ( S ) - formularen:
| Enantiomer af warfarin | Enantiomer af warfarin |
| ---------------------- | ---------------------- |
| CAS-Nummer: 5543-58-8  | CAS-Nummer: 5543-57-7  |

## Anvendelse
Warfarin bliver i Danmark markedsført under navnet Marevan og Waran. Det bruges oftest til at forebygge blodpropper hos patienter, som har øget risiko herfor på baggrund af f.eks. uregelmæssig hjerterytme, kunstig hjerteklap eller nylig blodprop i de dybe vener (DVT).

## Eksterne links
Du kan læse mere om Warfarin på medicin.dk